# The Last Man on Earth
Pour les articles homonymes, voir The Last Man on Earth (homonymie).
The Last Man on Earth est une série télévisée américaine en 67 épisodes de 22 minutes créée par Will Forte, produite par Phil Lord et Chris Miller, et diffusée entre le 1er mars 2015 et le 6 mai 2018 sur le réseau Fox et en simultané sur Citytv depuis la deuxième saison au Canada.
En France, la série a été diffusée du 14 octobre 2016 au 4 juin 2018 sur Canal+ Séries et en Belgique depuis le 22 novembre 2018 sur Plug RTL pour la première saison seulement. Elle reste inédite dans les autres pays francophones.

## Synopsis
En 2020, après avoir parcouru les États-Unis pour trouver des survivants au virus qui a décimé la Terre, Phil Miller rentre à Tucson en pensant qu'il est le dernier humain vivant sur Terre. Après plusieurs mois d'une vie chaotique passée à boire et à s'occuper comme il peut, Phil décide de se suicider. Il tombe alors sur Carol Pilbasian, la dernière femme sur Terre. Seul problème, les deux derniers survivants ont des styles de vie post-apocalyptique très différents et l'entente entre ces deux derniers humains est compliquée.

## Distribution

### Acteurs principaux
- Will Forte (VF : Antoine Nouel) : Philip Tandy Miller dit « Phil », puis « Tandy »
- Kristen Schaal (VF : Audrey Sablé) : Carol Pilbasian
- January Jones (VF : Nathalie Karsenti) : Melissa Chartres
- Mel Rodriguez (VF : Jérôme Pauwels) : Todd Rodriguez
- Mary Steenburgen (VF : Maïté Monceau) : Gail Klosterman (récurrente saison 1, principale depuis la saison 2)
- Cleopatra Coleman (VF : Aurélie Nollet) : Erica Dundee (récurrente saison 1, principale depuis la saison 2)

### Acteurs récurrents
- Boris Kodjoe (VF : Namakan Koné) : Philip Stacy Miller dit « Phil » (saisons 1 et 2)
- Jason Sudeikis (VF : Thierry Kazazian) : Michael Shelby Miller dit « Mike », frère de Tandy (saisons 2 et 4)
- Kenneth Choi (VF : Pascal Nowak) : Lewis (saison 3)
- Kristen Wiig (VF : Marie Diot) : Pamela Brinton (saisons 3 et 4)
- Keith L. Williams (VF : Fanny Bloc) : Jasper (saisons 3 et 4)

### Invités
- Alexandra Daddario : Victoria (saison 1, épisode 1)
- Will Ferrell (VF : Philippe Vincent) : Gordon Vanderkruik (saison 2, épisode 2)
- Mark Boone Junior (VF : Sylvain Lemarié) : Patrick Brown dit « Pat » (2 épisodes, saison 2 et 2 ép. saison 3)
- Jon Hamm (VF : Bruno Choël) : Darrell (saison 3, épisode 1)
- Jack Black (VF : Vincent Ropion) : l'amiral Roy Billups (saison 4, épisode 1)
- Chris Elliott (VF : Fabien Jacquelin) : Glenn (saison 4, épisodes 2 et 3)
- Leighton Meester : Zoé (saison 4, épisode 9)

Version française
- Société de doublage : Cinéphase
- Direction artistique : Julie Elmaleh[6]
- Adaptation des dialogues : Christophe Galland[6] et Frédéric Alameunière[6] (saison 1) / Sylvie Abou Isaac et Frédéric Alameunière (saisons 2, 3 et 4)

 Source et légende : version française (VF) sur RS Doublage et Doublage Séries Database

## Développement

### Production

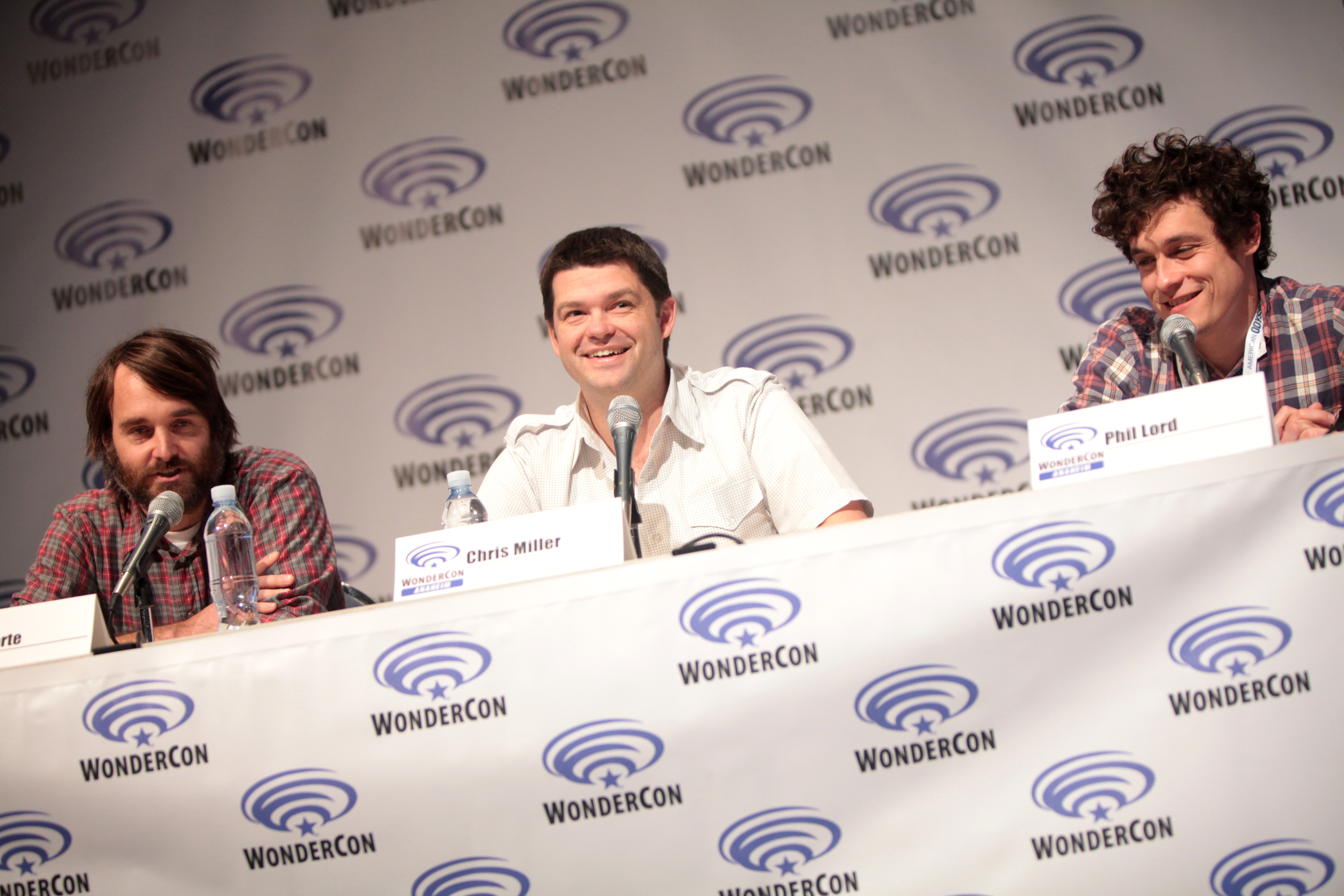
Le créateur et acteur Will Forte aux côtés des producteurs et réalisateurs Chris Miller et Phil Lord.

L'idée de départ de la série semble venir du film néo-zélandais Le Dernier Survivant (The Quiet Earth) sorti en 1985, où le héros, Zac Hobson, noie sa solitude et sa folie dans l'alcool, en n'oubliant pas de faire remarquer sa présence par des messages écrits sur des panneaux publicitaires ou en profitant des richesses disponibles depuis la disparition des humains, jusqu'à la rencontre salvatrice avec quelques autres survivants et le retour à une vie plus normale.
Le 1er octobre 2013, Fox a officiellement commandé le pilote.
Le 12 février 2014, le réseau Fox annonce officiellement après le visionnage du pilote, la commande du projet de série,.
Le 20 novembre 2014, Fox annonce la date de diffusion de la série au 1er mars 2015,.
Le 8 avril 2015, le réseau Fox renouvelle la série pour une deuxième saison.
Le 24 mars 2016, la série est renouvelée pour une troisième saison.
Le 10 mai 2017, Fox renouvelle la série pour une quatrième saison.
Le 10 mai 2018, la série est annulée.

### Attribution des rôles
Les rôles ont été attribués dans cet ordre : Will Forte, puis rejoint par January Jones, Kristen Schaal, Mel Rodriguez, Cleopatra Coleman et Mary Steenburgen.
Le 5 février 2015, Boris Kodjoe rejoint la distribution dans un rôle récurrent.

## Épisodes
| Saison | Saison | Épisodes | Début de saison   | Fin de saison |
| ------ | ------ | -------- | ----------------- | ------------- |
|        | 1      | 13       | 1er mars 2015     | 3 mai 2015    |
|        | 2      | 18       | 27 septembre 2015 | 15 mai 2016   |
|        | 3      | 18       | 25 septembre 2016 | 7 mai 2017    |
|        | 4      | 18       | 1er octobre 2017  | 6 mai 2018    |

### Première saison (2015)
1. En vie à Tucson (Alive in Tucson)
2. Gros comme une maison (The Elephant in the Room)
3. Boulettes de raisin et alliances de mariage (Raisin Balls and Wedding Bells)
4. La Belle Melissa (Sweet Melissa)
5. À l'eau le blaireau ! (Dunk the Skunk)
6. Ridiculisé (Some Friggin' Fat Guy)
7. Elle me rend dingue (She Drives Me Crazy)
8. Bouge de là ! (Mooovin' In)
9. Compteurs à zéro (The Do-Over)
10. La Blague (Pranks for nothin')
11. Parti à Tampa (Moved to Tampa)
12. Le Factotum (Kill Phil : Volume One)
13. Au diable, la Lune ! (A Real Special Lady)

### Deuxième saison (2015-2016)
Elle a été diffusée du 27 septembre 2015 au 15 mai 2016.
1. Il y a quelqu'un ? (Is There Anybody Out There?)
2. Bouh, t'es mort ! (The Boo)
3. Mort-vivant (Dead Man Walking)
4. CQFD (C to the T)
5. Crickets (Crickets)
6. Un câble trop électrique (A Real Live Wire)
7. À petits pas (Baby Steps)
8. Pas de taureau (No Bull)
9. Cadeau surprise (Secret Santa)
10. Douce nuit (Silent Night)
11. Noir complet (Pitch Black)
12. Valhalla (Valhalla)
13. Allez, les petits poissons (Fish in the Dish)
14. Trace de pneu (Skidmark)
15. L'Annulaire (Fourth Finger)
16. Douce Chute (Falling Slowly)
17. Cons et malins à la fois (Smart and Stupid)
18. Expérience scientifique (30 Years of Science Down the Tubes)

### Troisième saison (2016-2017)
Elle a été diffusée du 25 septembre 2016 au 7 mai 2017.
1. Peinture sur jean (General Breast Theme with Cobras)
2. Il a mouru (The Wild Guess Express)
3. Tout le monde au régime (You're All Going to Diet)
4. L'Arche de Noé (Five Hoda Kotbs)
5. La Fée électricité (The Power of Power)
6. Red et Andy (The Open Ended Nature of Unwitnessed Death)
7. La Planque de maman (Mama's Hideaway)
8. Whitney Houston, on a un problème (Whitney Houston, We Have a Problem)
9. Si t'es heureuse, montre-le !  (If You're Happy and You Know It)
10. Ma vie dans un bunker (Got Milk?)
11. L'Esprit de Saint Lewis (The Spirit of St. Lewis)
12. Les Secrets de Melissa (Hair of the Dog)
13. Trouver cette chose il faut (Find This Thing We Need To)
14. L'Enfant très sauvage (Point Person Knows Best)
15. Pique-nique (Name 20 Picnics… Now!)
16. Le Grand Jour (The Big Day)
17. À l'aube d'une ère nouvelle (When the Going Gets Tough)
18. Direction Zihuatanejo (Nature's Horchata)

### Quatrième saison (2017-2018)
Elle a été diffusée du 1er octobre 2017 au 6 mai 2018.
1. Perdus dans l'océan (M.U.B.A.R.)
2. Le Syndrome de Stockholm (Nature's Horchata)
3. Équipe réduite (Skeleton Crew)
4. Wisconsin (Wisconsin)
5. Mamie (La Abuela)
6. Double Cheeseburger (Double Cheeseburger)
7. Le Défenseur des femmes (Gender Friender)
8. Interdit aux mineurs (Not Appropriate for Miners)
9. Karl (Karl)
10. Cannibalisme (Paint Misbehavin)
11. Panique dans la maison (Hamilton/Berg)
12. La Fée du logis (Señor Clean)
13. Balance la purée (Release the Hounds)
14. Livraison express (Special Delivery)
15. Survivants désignés (Designated Survivors)
16. Danger planétaire (The Blob)
17. Barbara Ann (Barbara Ann)
18. Cancun, bébé ! (Cancun, Baby!)

## Audiences

### Aux États-Unis
Le dimanche 1er mars 2015, Fox diffuse les deux premiers épisodes qui réunissent en moyenne 5,75 millions de téléspectateurs avec un taux de 2,5 % sur les 18/49 ans, soit un lancement satisfaisant pour la Fox. En moyenne les treize épisodes qui composent la première saison ont réuni en moyenne 3,99 millions de fidèles.
Le 27 septembre 2015, la série revient pour une deuxième saison, devant 3,14 millions d’américains avec un taux de 1,4 % sur la cible commerciale. Le neuvième épisode réalise la meilleure audience de la saison en rassemblant 3,58 millions de téléspectateurs avec un taux de 1,4 %. En moyenne les dix-huit épisodes de la seconde saison ont réuni en moyenne 2,75 millions de fidèles soit un retrait de 1,4 million de téléspectateurs.
Le 25 septembre 2016, la série entame sa troisième saison en effectuant un retour en baisse en touchant 2,23 millions de fidèles avec un taux de 0,9 %.

## Réception critique
| Saison | Saison | Critique               | Critique              |
| Saison | Saison | Rotten Tomatoes        | Metacritic            |
| ------ | ------ | ---------------------- | --------------------- |
|        | 1      | 7,74/10 (46 critiques) | 72/100 (30 critiques) |
|        | 2      | 7,76/10 (12 critiques) | —                     |
|        | 3      | 7,09/10 (9 critiques)  | —                     |
|        | 4      | 7,0/10 (5 critiques)   | —                     |